# Ratusz w Skoczowie
Ratusz w Skoczowie – zabytkowy ratusz znajdujący się w zachodniej pierzei Rynku (pod numerem 1) w Skoczowie. Zbudowany w 1797 r. w stylu późnobarokowym, wieżę dobudowano w 1801 r. Przebudowany został w 1934 r. Na drugim piętrze, po bokach wejścia na balkon, znajdują się dwa medaliony z płaskorzeźbionymi herbami Skoczowa i księcia cieszyńskiego Alberta Kazimierza oraz data 1797. U nasady wieży od frontu, w owalnym, profilowanym obramieniu widoczny jest wizerunek św. Jana Sarkandra. W kamienicy przylegającej do ratusza, pod numerem 2, ma swoją siedzibę Muzeum Jana Sarkandra w Skoczowie.
Ratusz w Skoczowie został wpisany do rejestru zabytków 29 stycznia 1953 r. (obecny nr rejestru zabytków woj. śląskiego: A/1090/22).

## Galeria

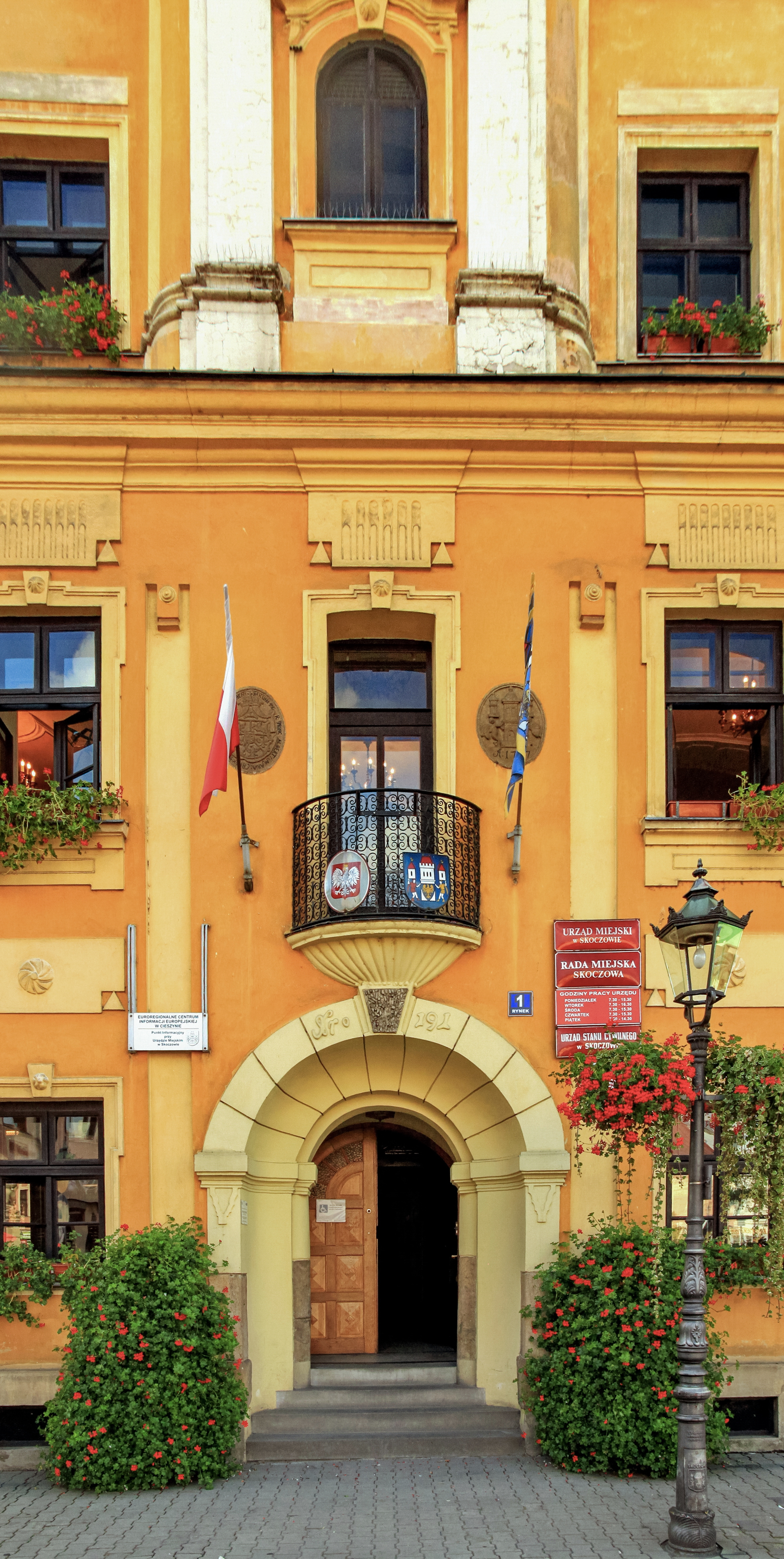
Fasada ratusza
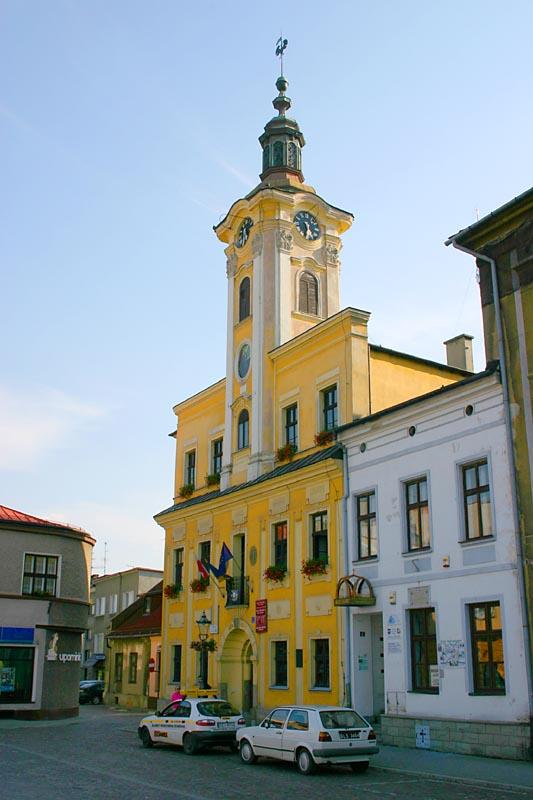
Ratusz i Muzeum Jana Sarkandra
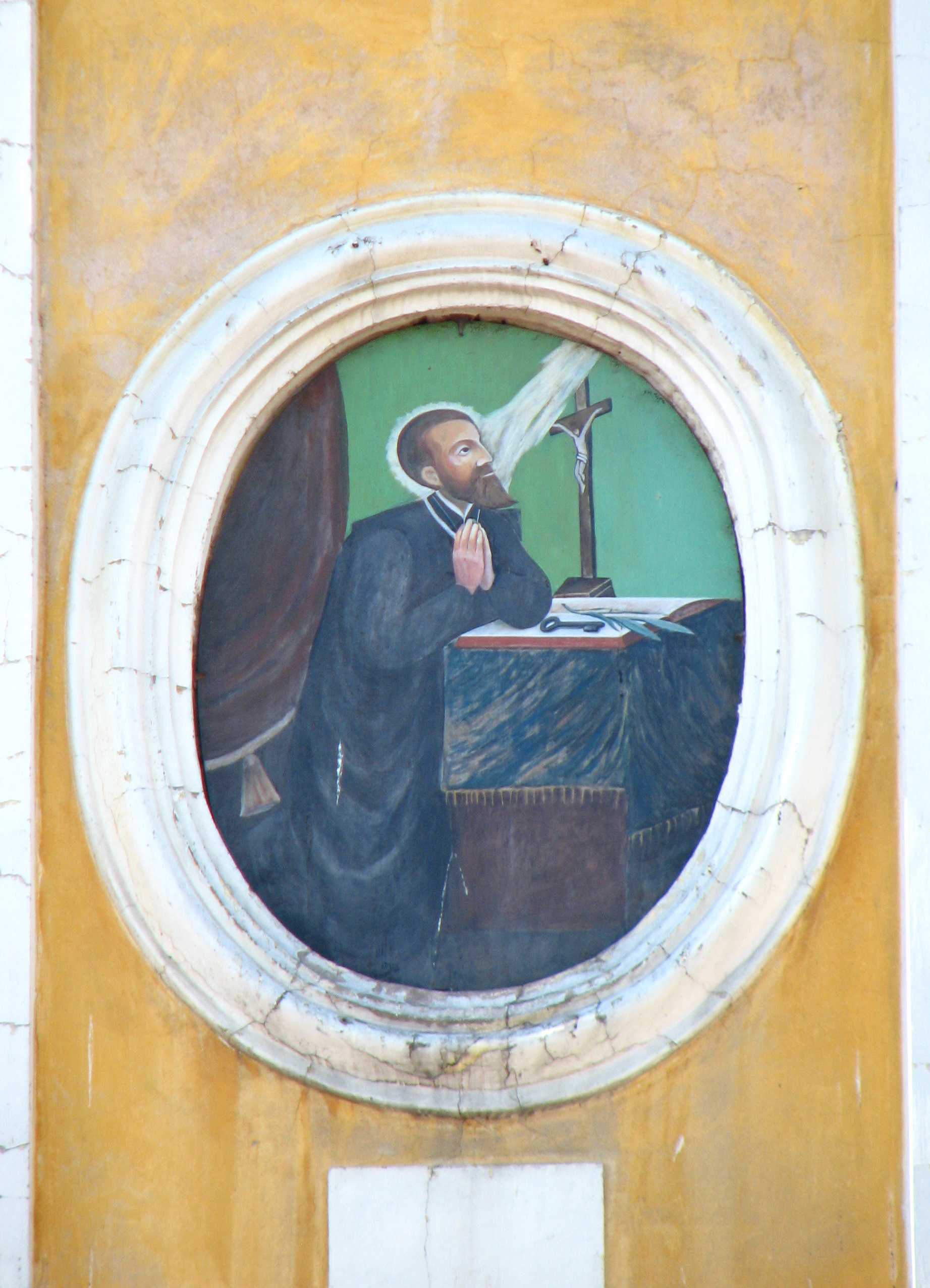
Jan Sarkander
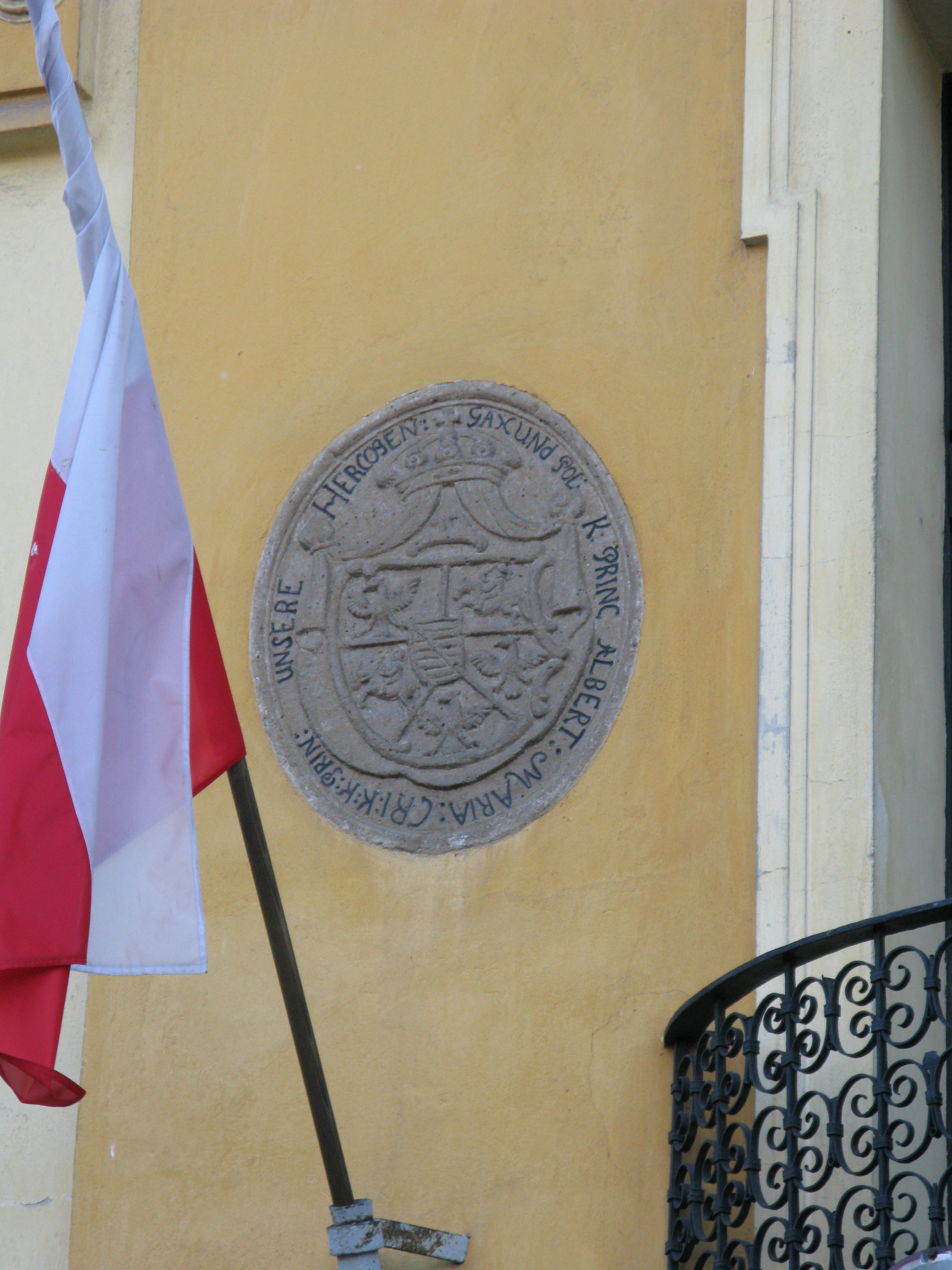
Flaga państwowa i herb księcia cieszyńskiego Alberta Kazimierza
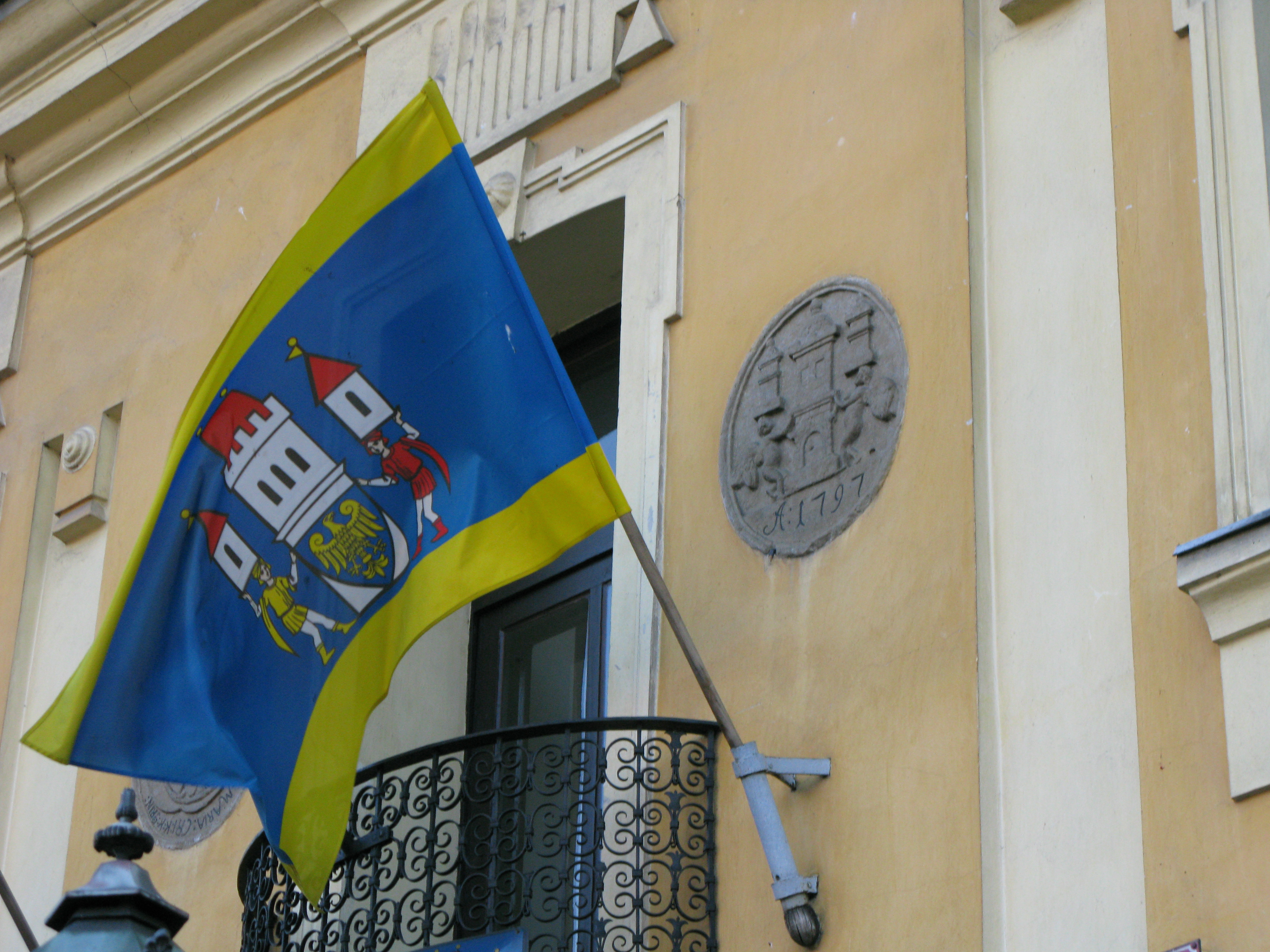
Flaga i dawny herb miasta